# José Gutiérrez Maesso
José Gutiérrez Maesso (Azuaga, provincia de Badajoz, 10 de junio de 1920 - Madrid, 1 de agosto de 2016) fue un guionista, productor y director de cine español.

## Biografía
Era hijo del médico de Azuaga José Gutiérrez Barneto y María Maesso Miralpeix, hija de un terrateniente local de ascendencia portuguesa y hermana del abogado, diputado (1915-1919) y gobernador de Huelva durante la república (1931) y luego de Palencia (1933) por el Partido Republicano Radical de Alejandro Lerroux Victoriano Maesso Miralpeix. Aunque nació en dicha pequeña población extremeña al sureste de Badajoz, iniciada la República, sus padres decidieron trasladarse a Madrid para facilitar los estudios de sus hijos José y Francisco. Y cuando estalló la Guerra civil española en 1936, José estaba en Inglaterra para mejorar su inglés durante las vacaciones de verano; pero aunque su familia le dio dinero para embarcarse en un buque a Portugal y la Argentina, prefirió regresar a España y pasó la frontera para incorporarse en Badajoz al bando nacionalista.
En 1940 empezó estudios de medicina, pero cambió pronto la matrícula a filosofía y letras y cumplió luego su servicio militar. Después vio recién abierto (1947) el Instituto de Investigaciones y Experiencias Cinematográficas (IIEC) y decidió hacerse cineasta. Terminó como primero de su promoción entre condiscípulos como Agustín Navarro, Juan Antonio Bardem y Luis García Berlanga. Entre sus profesores tuvo a Carlos Serrano de Osma y Luis Marquina y él mismo llegaría a ser catedrático de guion de la EOC o Escuela Oficial de Cine, que es como se rebautizó a la IIEC; Carlos Saura, Mario Camus y José Luis García Sánchez fueron sus alumnos, aunque también fue un excelente profesor de dirección, a juicio de uno de sus alumnos, Manuel Gutiérrez Aragón, que admiraba sus métodos para hacer prácticas. Participó activamente en las llamadas Conversaciones de Salamanca que pretendían renovar el cine español. También escribió artículos para la revista profesional Objetivo.
Su primer largometraje data de 1953: El alcalde de Zalamea, una adaptación del dramaturgo áureo Pedro Calderón de la Barca que transcurría en sus tierras natales extremeñas, con famosos actores de CIFESA como Manuel Luna, Marco Davó, Alfredo Mayo e Isabel de Pomés. Desde 1954 a 1978 escribió al menos 29 películas y desde 1959 a 1992 produjo 24 en la empresa TECISA. Solo dirigió cinco filmes: El clan de los inmorales (1975), Alibi nella luce rossa (1970), El gran crucero (1970), Sucedió en Sevilla (1955) y el citado El alcalde de Zalamea (1954). Puso en marcha la productora UNINCI (donde se fraguaron las primeras películas de Juan Antonio Bardem y Luis García Berlanga) y escribió algunos spaghetti westerns (por ejemplo, el mítico Django (1966) de Sergio Corbucci, aunque rechazó producir Por un puñado de dólares) y otras películas de género (policíacas, de terror y de espías); destacan sus guiones para Tal vez mañana, El alcalde de Zalamea, Martes y trece o América rugiente. Entre sus producciones es preciso mencionar La vida alrededor (1959), la nominada al Óscar Los Tarantos (1963) y Divinas palabras (1987).
Fue el primero en producir un western europeo (no los italianos) y también fue un pionero en utilizar los paisajes almerienses del desierto de Tabernas (paella western) para rodar dicha primera película del oeste en Europa: Tierra brutal / La chevauchée de outlaws / The savage guns (1962), una coproducción hispano-británica. Además fue uno de los primeros productores que en los años sesenta realizó coproducciones con regularidad, sobre todo con Italia (se instaló en Roma en 1962 y también hizo coproducciones con Alemania). En 2003 se le hizo un homenaje en el Festival Ibérico de Cine de Badajoz, pero nunca recibió un Goya de honor.

## Filmografía

### Como guionista
- 1978 La violación de la señorita Julia (no acreditado)
- 1978 Desnuda ante el espejo
- 1976 Atraco en la jungla
- 1976 El taxista de señoras
- 1976 Mayra, la venus negra
- 1975 Yo no perdono un cuerno
- 1975 El clan de los inmorales
- 1973 Ajuste de cuentas
- 1972 Trágica ceremonia en villa Alexander
- 1972 Tedeum
- 1972 Laberinto
- 1972 Sumario sangriento de la pequeña Estefania
- 1970 El gran crucero
- 1970 El tesoro del capitán
- 1969 Casi jugando
- 1969 América rugiente
- 1969 El crimen también juega
- 1968 Un atraco de ida y vuelta
- 1968 Un tren para Durango
- 1967 Los despiadados
- 1966 El precio de un hombre: The Bounty Killer
- 1966 Django (colaborador del guion, no acreditado)
- 1966 Mademoiselle de Maupin
- 1964 Minnesota Clay
- 1964 Los mangantes
- 1963 Scherezade
- 1962 Los motorizados (no acreditado en la versión italiana)
- 1962 Martes y trece
- 1958 Tal vez mañana
- 1955 Sucedió en Sevilla (adaptación)
- 1954 El alcalde de Zalamea (adaptación)

### Como director
- El clan de los inmorales (1975)
- Alibi nella luce rossa (1970)
- El gran crucero (1970)
- Sucedió en Sevilla (1955)
- El alcalde de Zalamea (1954)

### Como productor
- 1992 La mansión de los Cthulhu
- 1987 Divinas palabras
- 1978 La violación de la señorita Julia (no acreditado)
- 1978 Desnuda ante el espejo (productor ejecutivo)
- 1976 Atraco en la jungla
- 1975 La casa del exorcismo (no acreditado)
- 1973 El diablo se lleva los muertos (productor no acreditado)
- 1973 Ajuste de cuentas
- 1972 Trágica ceremonia en villa Alexander
- 1972 Coartada en disco rojo
- 1969 América rugiente
- 1968 Un atraco de ida y vuelta
- 1968 Un tren para Durango
- 1967 Los despiadados (coproductor no acreditado)
- 1966 El precio de un hombre: The Bounty Killer
- 1966 Django (coproductor no acreditado)
- 1966 La muerte viaja en baúl
- 1964 Alerte a Gibraltar
- 1963 Los Tarantos
- 1963 Gringo
- 1962 Los motorizados
- 1962 Tierra brutal
- 1962 Martes y trece
- 1959 La vida alrededor (productor ejecutivo)